# Comanula bipunctata
Comanula bipunctata är en fjärilsart som beskrevs av Erich Martin Hering 1931. Comanula bipunctata ingår i släktet Comanula och familjen snigelspinnare. Inga underarter finns listade i Catalogue of Life.